# Kis (település)
Kis (sumer nyelven 𒆧𒆠, KišKI, akkádul: Kiššatu) ókori sumer városállam volt, romja a mai Tell al-Uhajmir Irak területén, Bagdadtól 80 km-re délre, Babilontól 12 km-re keletre. A város lakott volt az Ubaid-kultúra idején is már, a Dzsemdet Naszr-kultúra idején, a korai dinasztikus időkben az egyik legfontosabb mezopotámiai város volt.

## Történelme
Az akkád Sarrukín előtti időkből kevés konkrétumot tudunk Kisről. A sumer királylista szerint ez volt az első királyi központ az özönvíz után. A királylista összesen 40 királyt sorol fel 4 dinasztiából, akik közül Mebarageszi a legkorábbi, akikről régészeti bizonyítékunk is van. Egy másik olyan király (enszi), Meszilim, akiről régészeti bizonyítékunk van, nem szerepel a királylistán. A lista felismerhetően sémi nevei alapján Kis lakossága a korai időktől sémi volt. Idővel Kis katonai és gazdasági jelentősége csökkent, de megmaradt politikai és erős szimbolikus szerepe. Ahogy Nippur birtoklása szellemi értelemben, úgy Kis birtoklása politikai értelemben erős legitimáló erővel bírt. Ennek elsődleges oka, hogy Sarrukín Kis urától, Ur-Zababától vette át a sumer városok többsége feletti hatalmat, ezért felvette a Kis királya címet, amit Sarrukín tisztelői, követői is alkalmaztak. Néha csak igénycím volt.
Szimbolikus ereje miatt olyan uralkodók is Kis királyának nevezték magukat, akik Ur, Babilon vagy Akkád urai voltak. A Kis királya címet – sumer: lugal kisi, akkád: sar kissati – az „egész világ királya” értelemben használták, szintén Sarrukín idejétől.
Kis folyamatosan lakott volt a klasszikus időkig, amíkor elnéptelenedett. Egyik legjelentősebb istene Zababa, a harcos isten volt, akinek temploma (Émetehurszag) Kisben állt, és akit később azonosítottak Ninurtával, majd a hurrik Asztabisz néven vették át. Felesége Inanna, akinek tisztelete az egész ókorban meghatározó jelentőségű volt.